# پتانسیل گرانشی

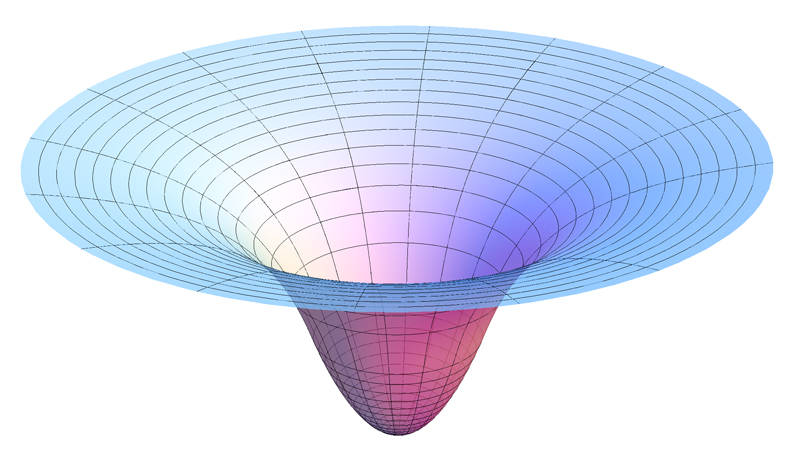
یک طرحِ دو بعدی از پتانسیل گرانشی در داخل و اطرافِ برشی از یک بدنهٔ کرویِ یکنواخت. نقاطِ عطفِ آن برش مقطعی در سطحِ بدنهٔ آن قرار دارند.

در مکانیک کلاسیک، پتانسیل گرانشی موجود در یک مکان ویژه، برابر است با کاری که (انرژی که باید تبدیل شود) بوسیلهٔ نیروی گرانشی باید انجام شود تا جسمی را از یک نقطهٔ فعلی به سوی آن مکان ویژه، جابجا کند. این مقدار به صورت جرم ماده در هر یکای آن نشان داده می‌شود. پتانسیل گرانشی را می‌توان به پتانسیل الکتریکی مانند کرد، با این تفاوت که این بار خودِ جرم نقشِ بار الکتریکی را عهده‌دار است. موافقت شده که پتانسیل گرانشی در فاصلهٔ بینهایت از یک جرم صفر فرض شود، در نتیجه مقدار آن در جاهای محدود منفی است.
در ریاضیات، پتانسیل گرانشی را با نام پتانسیل نیوتنی نیز می‌شناسند و آن را در بحث تئوری پتانسیل بررسی می‌کنند.

## انرژی پتانسیل
پتانسیل (V)، همان انرژی پتانسیل (U) در یکای جرم ماده‌است:
{\displaystyle U=mV}
که در عبارت بالا، m جرم ماده (جسم) است. انرژی پتانسیل برابر است با خلاف کاری کاری که باید بوسیلهٔ میدان گرانشی انجام شود تا جسمی را از بینهایت به سمت یک مکان معلوم در فضا بیاورد؛ یعنی انرژی پتانسیل برابر است با کار میدان گرانشی اما با علامت منفی. اگر جسمی جرمی برابر با ۱ داشته باشد، می‌توان گفت که انرژی پتانسیل آن برابر است با پتانسیل گرانشی آن.
برای اینکه رابطهٔ گفته شده در بالا بیشتر قابل حس باشد، می‌توان آن را به صورت زیر ساده کرد:
{\displaystyle \Delta U=mg\Delta h}
در رابطهٔ بالا فرض شده‌است که جسم در نزدیکی سطح زمین مورد بررسی قرار می‌گیرد در نتیجه شتاب وارد بر آن همان شتاب گرانش زمین است که مقدار آن نیز ثابت است در نتیجه تنها عامل تغییر انرژی پتانسیل، تغییر ارتفاع جسم است.

## نوشتار ریاضی
پتانسیل V در فاصلهٔ x از یک جرم نقطه‌ای M برابر است با:
{\displaystyle V=-{\frac {GM}{x}},}
که در آن G ثابت گرانش است. یکای پتانسیل برابر است با یکای انرژی بر جرم. مانند ژول بر کیلوگرم (J/kg) در سامانهٔ MKS (متر - کیلوگرم - ثانیه). علامت منفی در رابطه یک قرار داد است، چون همواره منفی است در نتیجه اگر x به سمت بی نهایت برود پتانسیل به سمت صفر خواهد رفت.
میدان گرانشی و در نتیجه شتاب یک جسم کوچک در فضای پیرامون یک جرم بسیار بزرگ، منفی گرادیان پتانسیل گرانشی است.
{\displaystyle \mathbf {a} =-{\frac {GM}{x^{3}}}\mathbf {x} =-{\frac {GM}{x^{2}}}{\hat {\mathbf {x} }},}
در رابطهٔ بالا، x برداری است با طول x که جهت آن از جرم نقطه‌ای به سوی جسم کوچک است و {\displaystyle {\hat {\mathbf {x} }}} یک بردار یکه است که جهت آن از جرم نقطه‌ای به سوی جسم کوچک می‌باشد. اندازهٔ شتاب برابر است با:
{\displaystyle |\mathbf {a} |={\frac {GM}{x^{2}}}.}